# Michael Akoto
Michael Akoto (født 3. oktober 1997 i Accra) er en ghanesisk-tysk fodboldspiller, der i perioden 2023-2025 spillede for danske AGF, hvortil han kom fra Dynamo Dresden.

## Klubkarriere
Akoto kom til Tyskland med sin familie, da han var otte år, og han spillede i mindre klubber, sidst i SV Wehen Wiesbaden. Her kom han i 2016 med i førsteholdstruppen, og han debuterede på førsteholdet i august 2017. I 2018 skiftede han til 1. FSV Mainz 05, hvor han kom på klubbens andethold (U/23). Da kontrakten udløb i sommeren 2022, skiftede Akoto til Dynamo Dresden, hvor han de følgende to sæsoner spillede 47 kampe i den tyske næst- og tredjebedste række.

### AGF
I sommeren 2023 skiftede han på fri transfer til AGF i den danske superliga. Opholdet i Aarhus blev dog ikke nogen succes, blandt andet med flere skadesperioder, og da kontrakten udløb i 2025, blev den ikke forlænget. Han nåede 21 kampe for AGF.